# Domenico Cirillo
Domenico Maria Leone Cirillo (Grumo Nevano, 10 aprile 1739 – Napoli, 29 ottobre 1799) è stato un patologo, entomologo, botanico e museologo italiano.
Fu un esponente di rilievo della Repubblica Napoletana del 1799.

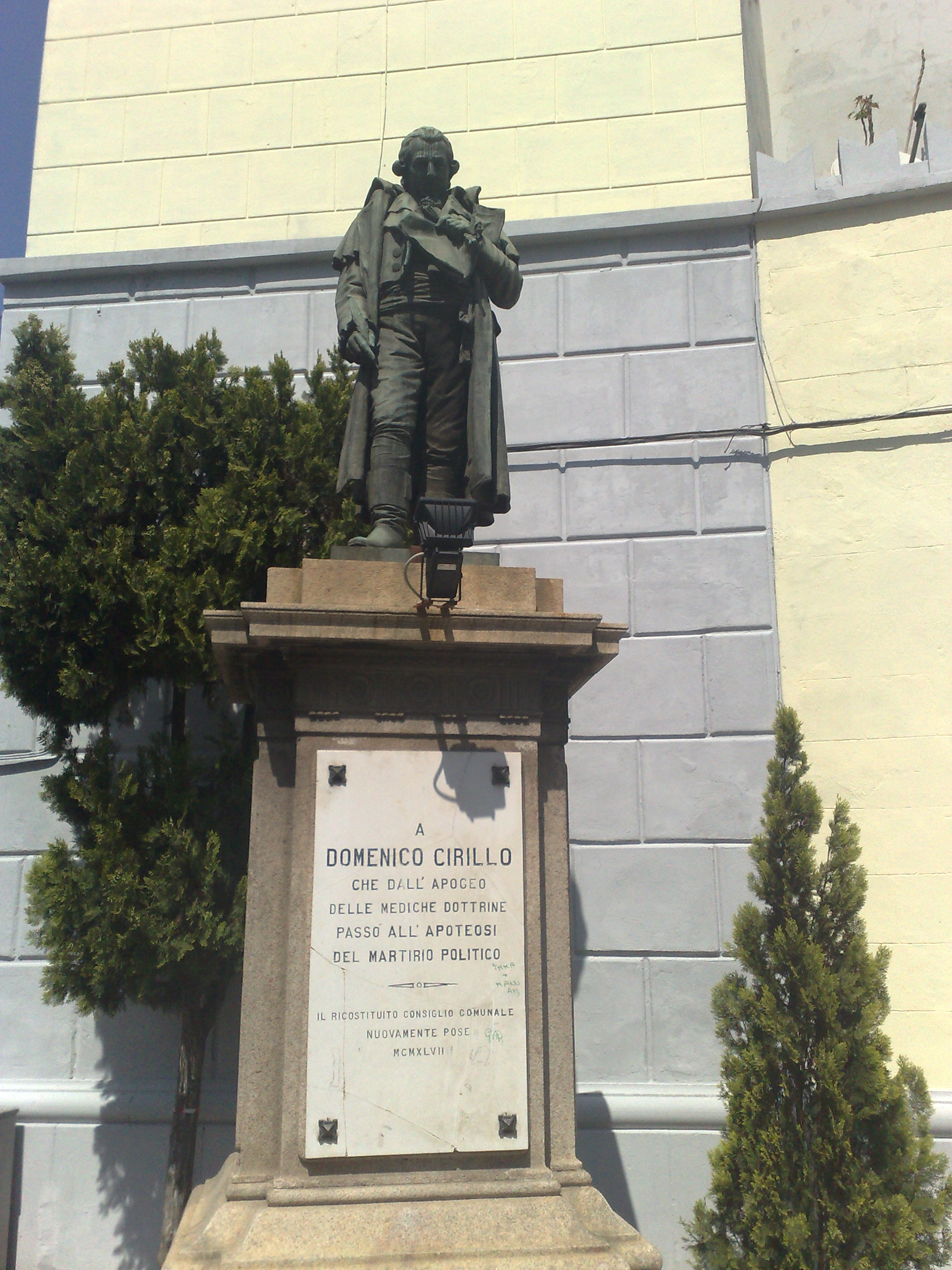
Statua di Domenico Cirillo a Grumo Nevano

## Biografia

### Naturalista e medico di fama internazionale

Domenico Cirillo

Sin da giovane, anche grazie al fatto che proveniva da una famiglia di naturalisti e di medici, si dedicò agli studi di scienze naturali e di medicina. Inviato a Napoli all'età di circa sette anni, iniziò i suoi studi sotto la guida dello zio Santo, studioso ed esperto di disegno e botanica, che possedeva una vasta collezione naturalistica e che l'avviò al disegno, dove Domenico divenne tanto abile da realizzare quasi tutte le tavole illustrative delle sue opere botaniche e zoologiche. A 16 anni si iscrisse all'Università di Napoli e, a soli 20 anni, il 2 dicembre 1759, si laureò in Medicina.
Nel 1760 Cirillo divenne professore di botanica all'Università di Napoli. A lui si deve l'introduzione della tassonomia linneana nel Regno di Napoli. Cirillo condusse diverse spedizioni botaniche, servendosi anche dell'aiuto di abili collaboratori, come Gaetano Nicodemi, e scrisse numerose pubblicazioni nei campi della botanica e dell'entomologia, tra le quali vanno ricordate Ad botanicas institutiones introductio (1766), Fundamenta botanicae (1785) e Entomologiae neapolitanae specimen primum (1787). Fornì descrizioni e illustrazioni per oltre trenta nuove specie vegetali, molte delle quali sono ancora riconosciute oggi. Grazie ad un sapiente uso del microscopio, scoprì il contributo del polline alla fecondazione delle piante. I suoi apporti nel campo della botanica furono riconosciuti dallo stesso Linneo, che gli dedicò il genere vegetale Cyrilla.
Nel 1777 divenne professore di medicina all'Università di Napoli. Divenne anche medico dell'Ospedale degli Incurabili di Napoli, dove insegnò Fisiologia e Ostetricia, e Medico di Corte del Regno di Napoli. Tra i suoi pazienti vi erano membri della nobiltà locale e dignitari stranieri, ma anche poveri e bisognosi, ai quali Cirillo prestava assistenza gratuitamente. Inoltre, Cirillo fu autore di diverse pubblicazioni in campo medico e sviluppò un rimedio innovativo per la sifilide. Fu uno dei primi medici in Italia a tenere un diario clinico dei propri pazienti. Dedicandosi sia alla didattica che alla ricerca, comprese l'importanza sociale della scienza medica esplicitando nel suoi Discorsi accademici (1787) le sue critiche al degrado della classe medica e delle strutture ospedaliere.
Condusse inoltre diversi viaggi in Europa, ad esempio in Francia ed in Inghilterra, dove acquisì nuove conoscenze ed entrò in contatto con altri intellettuali, tra cui Nollet, Buffon, d'Alembert, Diderot e forse Franklin. Per i suoi meriti scientifici, Cirillo fu eletto socio presso diverse accademie italiane: l'Accademia Nazionale delle Scienze detta dei XL (di cui è stato uno dei primi quaranta fondatori), la Società Botanica Fiorentina (antesignana della Società Botanica Italiana), l’Accademia di scienze e belle lettere di Napoli (antesignana della Società Nazionale di Scienze, Lettere e Arti di Napoli) e l'Accademia delle Scienze di Torino.
Nel 1768, Cirillo fu inoltre eletto socio corrispondente della American Philosophical Society di Filadelfia, fondata nel 1743 da Benjamin Franklin, ma a causa di un errore di trascrizione della lettera ricevuta dal Console Britannico a Napoli, Isaac Jamineau, nei registri di tale Accademia fu riportata l'iscrizione di un certo "Professor Famitz", probabilmente mai esistito. Soltanto il 3 gennaio 2023, a seguito delle ricerche effettuate da un professore dell'Università degli Studi di Napoli "Federico II", la American Philosophical Society ha corretto tale errore, riconoscendo, dopo 255 anni, Cirillo come il proprio primo socio italiano.

### Patriota della Repubblica napoletana

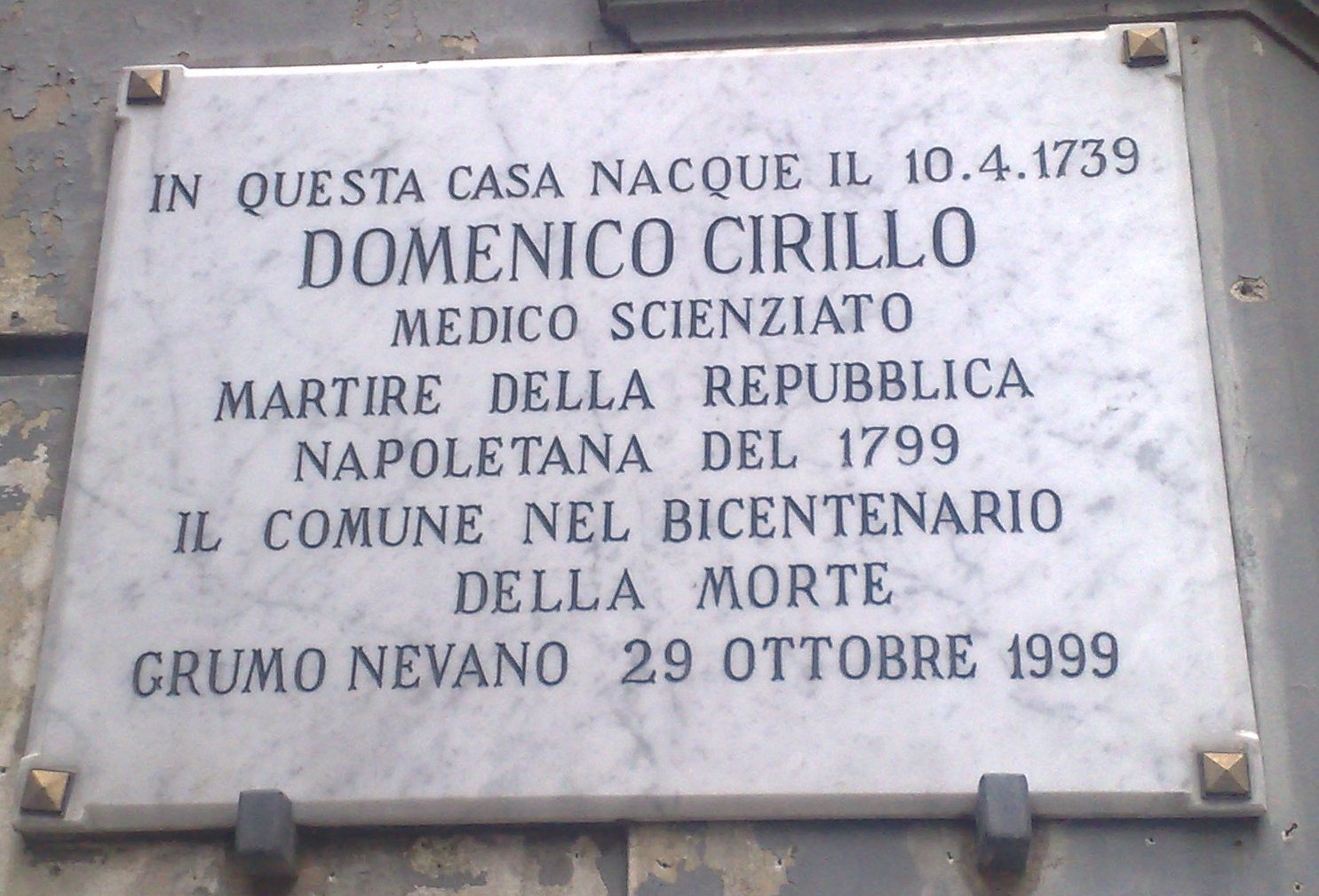
Targa commemorativa davanti al palazzo dove nacque Domenico Cirillo in Grumo Nevano

Dall'esperienza della Rivoluzione francese trasse gli ideali di libertà che lo portarono ad essere uno degli artefici della Repubblica Napoletana.
A Napoli fu iniziato alla Massoneria, dove nel 1770 risulta affiliato con Nicola Pacifico e Pasquale Baffi. Fu probabilmente per il tramite dell'ambiente massonico che frequentò anche gli ambienti giacobini che a Napoli iniziavano a mettere in discussione la monarchia borbonica a partire dal 1790.
Durante la Repubblica Napoletana inizialmente si dedicò più che mai alla sua attività di medico: si racconta che, se veniva chiamato da un ricco e da un povero, preferiva visitare prima il povero e poi il ricco, dicendo che "l'arte salutare deve esercitarsi a sollievo della misera umanità e non come strumento per procacciarsi ricchezze". Inoltre, presentò al Governo provvisorio della Repubblica Napoletana un avveniristico Piano di Carità Nazionale, che prevedeva l'istituzione di presidi medici in ogni quartiere. All'attuazione di tale piano, Cirillo contribuì con le proprie sostanze.
Non senza qualche esitazione, accettò l'invito del generale Jean Étienne Championnet a diventare membro della Commissione Legislativa, che era stata istituita dal commissario civile francese André Joseph Abrial: a questo punto lasciò la sua attività professionale per dedicarsi alla politica.
Assunse quindi la presidenza della Commissione legislativa (carica inizialmente ricoperta dal giurista Mario Pagano), ma, con la restaurazione borbonica che ebbe il culmine nel ritorno a Napoli di Ferdinando IV, la Repubblica fu spazzata via e Cirillo assieme a tanti altri patrioti venne imprigionato dapprima nella stiva del vascello da guerra "San Sebastian" e poi trasferito nella "fossa del coccodrillo" di Castel Nuovo. Dato lo spessore del personaggio, gli fu concessa l'opportunità della grazia nel caso avesse rinnegato il suo ideale repubblicano per giurare fedeltà alla corona borbonica, ma sembra che Cirillo abbia rifiutato di tradire i suoi principi repubblicani.

### «Chiese grazia Domenico Cirillo?»

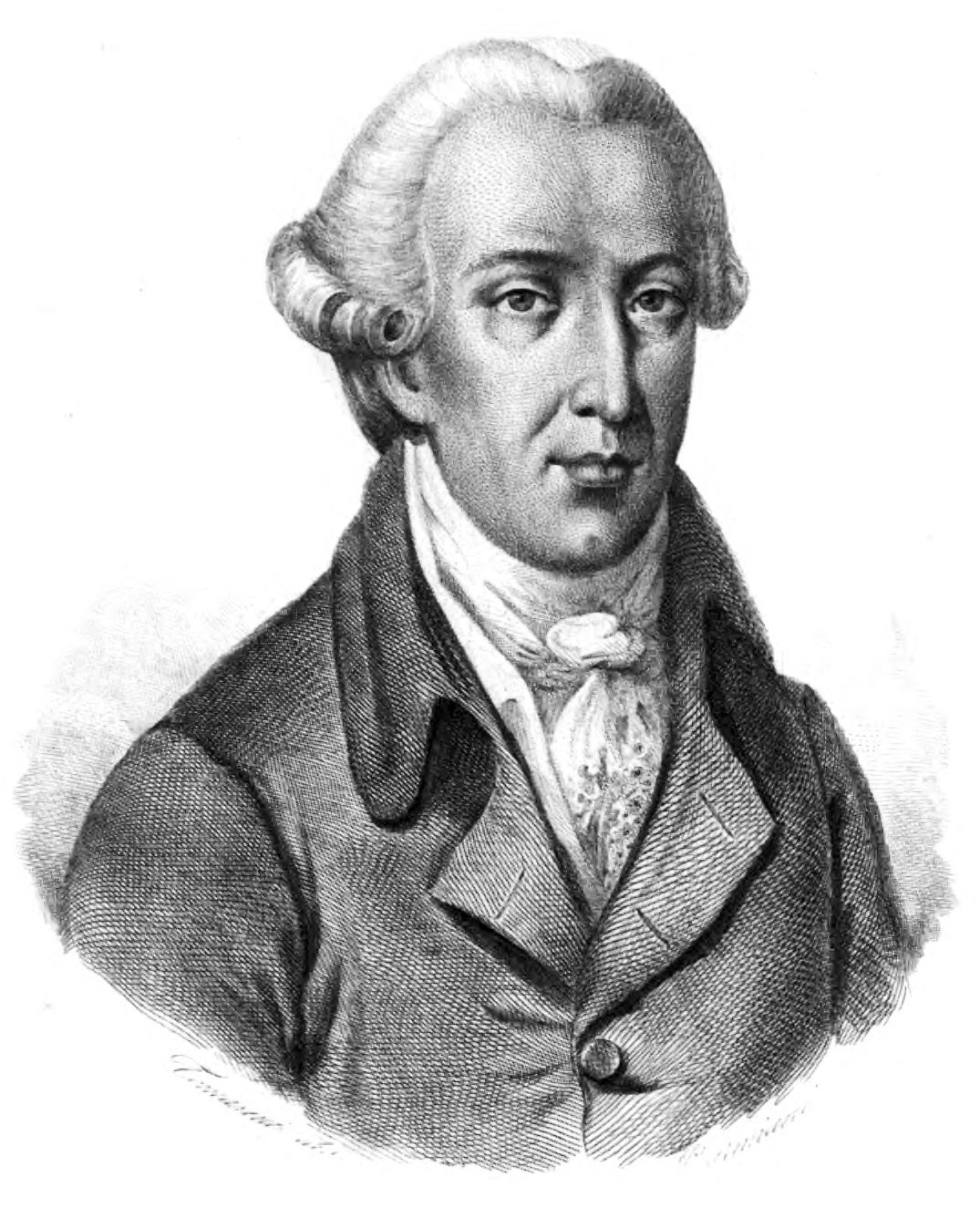
Domenico Cirillo raffigurato in un'incisione del 1852

Nel capitolo La domanda di grazia di Domenico Cirillo dell'opera dedicata alla rivoluzione napoletana del 1799, Benedetto Croce si chiese se realmente Cirillo avesse scritto una lettera indirizzata a Lady Hamilton, amante di Orazio Nelson, per ottenere da loro, ai quali Cirillo aveva più volte in passato prestato soccorso con la sua scienza, l'intercessione per la grazia. Vincenzo Cuoco, testimone oculare, riferisce che benché sia Hamilton che Nelson fossero bene intenzionati, alla fine il medico napoletano rifiutò di accettare di aver salva la vita perché se egli avesse assolto alla condizione che gli si chiedeva, di chiedere cioè la grazia al re, questa «gli sarebbe costata una viltà» nel tradire i suoi ideali repubblicani.
La lettera del 3 luglio 1799 indirizzata a Lady Hamilton, a bordo con il marito sulla nave St. Sebastian comandata da Nelson nel golfo di Napoli, è stata ritrovata nella sua integrità ed è stata tradotta e pubblicata in anni recenti Nonostante qualche incertezza, già Croce la riteneva autentica, anche se scritta «in un momento di dolore e di smarrimento in uno dei giorni della sua non breve agonia», poiché redatta con un tono tale d'implorazione alla pietà ed alla misericordia per le proprie condizioni, che v'indusse perciò lo stesso filosofo e storico abruzzese a ritenere che fosse immeritata la fama d'ardente patriota ed eroe repubblicano attribuitagli.
In realtà, dopo quattro mesi di prigionia nella cella del Maschio Angioino, la mattina del 29 ottobre del 1799 Domenico Cirillo venne condotto al patibolo in Piazza Mercato, dove fu giustiziato assieme a Mario Pagano, Ignazio Ciaia, Vincenzio Russo e Nicola Pacifico.
Nelle settimane e nei mesi precedenti erano stati giustiziati altri patrioti della Repubblica Napoletana, tra i quali Eleonora Fonseca Pimentel.

## Opere

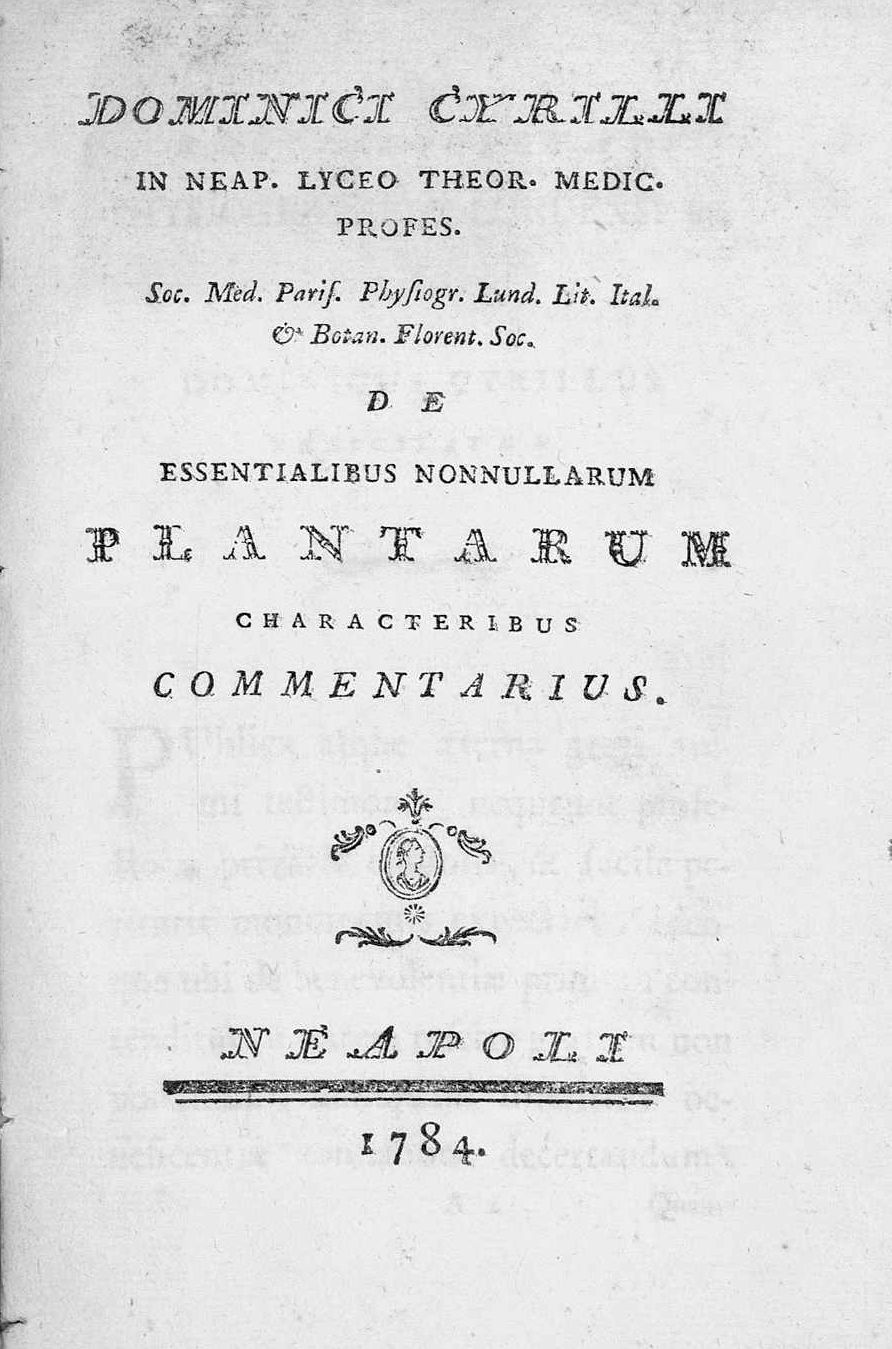
De essentialibus nonnullarum plantarum characteribus commentarius, 1784

- (LA) De essentialibus nonnullarum plantarum characteribus commentarius, Napoli, 1784.
- Discorsi accademici, Napoli 1789.
- Discorsi accademici, Napoli, 1799.
- (LA) Plantae rarae Regni Neapolitani, Napoli, 1792.

## Scuole e monumenti dedicati
Grumo Nevano, suo paese natale, gli ha dedicato una scuola media (oggi Istituto Comprensivo Matteotti-Cirillo), una statua nella piazza centrale del paese, che appunto da lui prende il nome, uno dei corsi principali del paese e la "Biblioteca Comunale Domenico Cirillo".
A Cirillo sono stati anche intitolati il convitto nazionale di Bari ed il Liceo Classico di Aversa, in provincia di Caserta.